# Bloomington (Indiana)
Bloomington é uma cidade da região Sul do estado americano de Indiana cujo censo, em 2010, indicava população de 80.405 moradores.

É conhecida pelo seu mais famoso residente Johnny Cougar. É uma cidade universitária, com uma cooperativa de alimentos naturais, um Centro Cultural Budista Tibetano-Mongol e um café hippie. A cidade também é conhecida por der o local de nascimento do ex-lutador Mick Foley. 